# Кудрявцев, Василий Николаевич
Василий Николаевич Кудрявцев (июль 1899 — 26 марта 1982) — советский партийный и государственный деятель, ректор Московского института стали им. И.В. Сталина, генерал-майор (24.08.1943).

## Биография
Родился в июле 1899 года в деревне Подертово Яковлевской волости Бежецкого уезда Тверской губернии (ныне Молоковского района Тверской области) в крестьянской семье. 
В семье у него было 11 человек, в том числе семеро детей. Жили бедно, поэтому Василий уже в детские и юношеские годы работал и в семье, занимаясь крестьянским хозяйством, и по найму у местного подрядчика. Одно время он крыл крыши, зарабатывая по 15-30 копеек в день. 
В соседней деревне окончил сельскую школу.
В 1915 году поехал в Петроград на заработки. В 1922 году возвратился в Тверскую область, где в течение последующих почти десяти лет по направлению руководящих органов работал на разных должностях и в разных городах.
Учился в Московской горной академии, в 1930 году закончил её по специальности "Металловедение и термическая обработка". После окончания оставлен для научной работы на кафедре, вскоре избран секретарём партийной организации МИС. 
В конце 1931 года направлен в счет "парттысячи" в Московский институт стали имени И.В. Сталина. В 1933 году был избран секретарём общеинститутской парторганизации и продолжил работать секретарем парторганизации до окончания института.
После окончания института в 1936 году был утвержден Парторгом ЦК ВКП(б)Московского института стали.
В апреле 1937 года на пленуме Ленинского РК ВКП(б) он был избран членом бюро и третьим секретарем, а в августе того же года — первым секретарём Ленинского райкома ВКП(б) г. Москвы. С 1939 по 1942 год — секретарь Моссовета.
В августе 1942 года он был призван в ряды Красной Армии. 4 августа 1942 года направлен на трёхнедельные курсы на подмосковной базе «Выстрел», а 28 августа был откомандирован на фронт в должности полкового комиссара и члена Военного совета 8-й армии Калининского фронта. В этой должности пробыл до 1 июля 1943 года. В связи с приказом И.В. Сталина по Калининскому фронту В.Н. Кудрявцев отозван из 8-й армии и назначен членом Военного совета Калининского фронта, затем Калининский фронт был преобразован в 1-й Прибалтийский, командующим которым был И.Х. Баграмян, а членом Военного совета фронта — В.Н. Кудрявцев.
В начале июля 1945 года В.Н. Кудрявцев был отозван из Прибалтийского военного округа (г. Рига) и назначен членом Военного совета 2-го Дальневосточного фронта, где участвовал в разгроме японских войск.
После окончания войны с Японией, в октябре 1945 года В.Н. Кудрявцев был отозван в распоряжение Главного политуправления армии.
В отставке с 12 ноября 1945 года.
После выхода в отставку был членом коллегии Министерства цветной металлургии, а затем Министерства металлургической промышленности СССР.
Скончался 26 марта 1982 года в Москве. Похоронен на Хованском кладбище Москвы.

## Награды
Награжден тремя орденами Красного Знамени, орденом Богдана Хмельницкого I степени, двумя другими орденами и восемью медалями.